# Julčín
Julčín (německy Julienau) je malá vesnice, část města Úštěku v okrese Litoměřice. Nachází se asi sedm kilometrů jižně od Úštěku. Julčín leží v katastrálním území Vědlice o výměře 5,81 km².

## Historie
První písemná zmínka o osadě pochází z roku 1787. Do roku 1946 nesla obec název Julienau.

## Obyvatelstvo
Při sčítání lidu v roce 1921 zde žilo 108 obyvatel (z toho 45 mužů) německé národnosti a římskokatolického vyznání. Podle sčítání lidu z roku 1930 měla vesnice sto s nezměněnou národnostní a náboženskou strukturou.
| | 1869 | 1880 | 1890 | 1900 | 1910 | 1921 | 1930 | 1950 | 1961 | 1970 | 1980 | 1991 | 2001 | 2011 |
| --- | ---- | ---- | ---- | ---- | ---- | ---- | ---- | ---- | ---- | ---- | ---- | ---- | ---- | ---- |
| Obyvatelé                                                                                              | 149  | 147  | 131  | 141  | 134  | 132  | 129  | 79   | 80   | 68   | 67   | 82   | 82   | 66   |
| Domy                                                                                                   | 29   | 29   | 29   | 29   | 29   | 29   | 29   | 25   | .    | 14   | 14   | 17   | 19   | 21   |
| Tabulka zahrnuje údaje části Černčí a počet domů z roku 1961 je zahrnut v domech místní části Vědlice. |      |      |      |      |      |      |      |      |      |      |      |      |      |      |